# Тасакі Асука
Тасакі Асука (28 травня 1997) — японська плавчиня.
Призерка Чемпіонату світу з водних видів спорту 2015, 2017 років.